# Karl Christoph Hüter

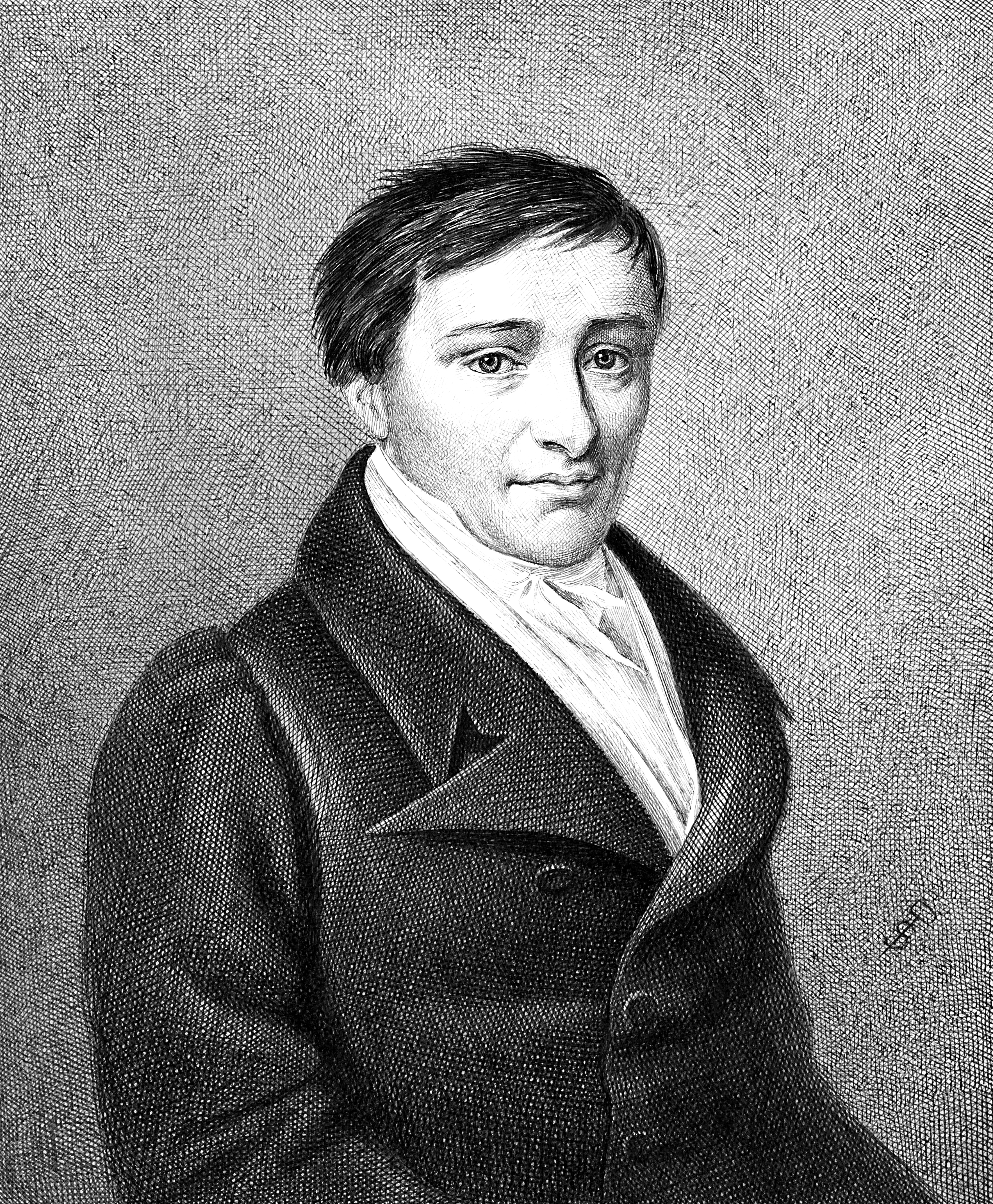
Karl Christoph Hüter

Karl Christoph Hüter (* 6. März 1803 in Melsungen; † 18. August 1857 in Marburg; auch Carl Christoph, Rufname Christoph; selten auch Hueter) war ein deutscher Mediziner und Hochschullehrer.

## Leben
Hüter, der Sohn eines Kaufmanns, erhielt bis 1816 Unterricht in seinem Heimatort, besuchte dann in Hersfeld das Gymnasium, das er 1820 mit erfolgreicher Reifeprüfung abschloss. Es folgte ein Studium der Medizin an der Universität Marburg. 1824 schloss er das Studium mit der Promotion zum Dr. med. ab und erhielt die staatliche Zulassung als Arzt. Er ging zu Lernzwecken je ein halbes Jahr nach Berlin und Wien an die dortigen Lehrkliniken. Außerdem besuchte er die Heilanstalten in München, Prag, Leipzig und Halle.
1825 bekam Hüter eine Stellung als Gehilfsarzt am chirurgischen Klinikum in Marburg. In Marburg begann er dann Vorlesungen über spezielle Pathologie und Therapie, über Augenheilkunde und Geburtshilfe zu halten. 1831 erfolgte dann die Ernennung zum außerordentlichen, 1833 dann zum ordentlichen Professor der Medizin insbesondere Geburtshilfe, zugleich war er Direktor der Entbindungsanstalt in Marburg. 1837 und 1844 bekleidete Hüter zudem das Amt des Prorektors der Universität, und war außerdem häufig Dekan der medizinischen Fakultät. Er verstarb plötzlich und überraschend im Amt.
1834 wurde ihm die Ehrenbürgerwürde der Stadt Marburg verliehen. Der Gynäkologe Victor Hüter und der Chirurg und Politiker Carl Hüter waren seine Söhne.

## Werke (Auswahl)
- Die Pathologie und Therapie der fünften Geburtsperiode, 1828.
- Die dynamischen Geburtsstörungen, ein Versuch zur rationellen Begründung der dynamischen Geburtshilfe, 1830.
- Ueber die Lehre von dem Wöchnerinnenfieber, eine pathologisch-therapeutische Abhandlung, 1832.
- Disputatio de singulari exemplo pelvis formae infantilis in adulta reperto, Marburger Prorectoratsprogramm 1837.
- Eine Geburtszange nebst Abbildungen, Gratulationsschrift zu Wurzer’s 50jährigem Doctorjubiläum, Marburg 1838.
- Lehrbuch der Geburtshülfe für Hebammen, 1838.
- Embryothlasis, oder die Zusammendrückung und Ausziehung der todten Leibesfrucht, 1844.
- Der einfache Mutterkuchen der Zwillinge, Gratulationsschrift zu Ullmann’s 50jährigem Doctorjubiläum. Marburg 1845.
- Die Lehre von der Luft im menschlichen Ei, 1856.